# Bulpitt (Illinois)
Bulpitt es una villa ubicada en el condado de Christian en el estado estadounidense de Illinois. En el Censo de 2010 tenía una población de 222 habitantes y una densidad poblacional de 857,15 personas por km².

## Geografía
Bulpitt se encuentra ubicada en las coordenadas 39°35′30″N 89°25′31″O / 39.59167, -89.42528. Según la Oficina del Censo de los Estados Unidos, Bulpitt tiene una superficie total de 0.26 km², de la cual 0.26 km² corresponden a tierra firme y (0%) 0 km² es agua.

## Demografía
Según el censo de 2010, había 222 personas residiendo en Bulpitt. La densidad de población era de 857,15 hab./km². De los 222 habitantes, Bulpitt estaba compuesto por el 97.75% blancos, el 1.8% eran afroamericanos, el 0.45% eran amerindios, el 0% eran asiáticos, el 0% eran isleños del Pacífico, el 0% eran de otras razas y el 0% pertenecían a dos o más razas. Del total de la población el 0.45% eran hispanos o latinos de cualquier raza.